# Мартурель, Жуанот

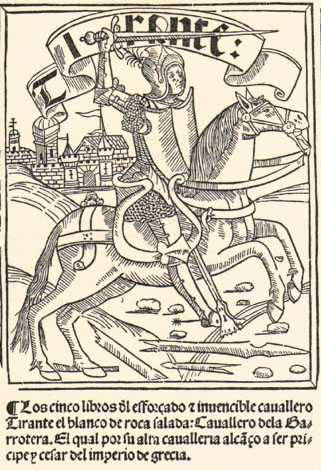
Тирант Белый, иллюстрация к роману, 1511

Жуанот Мартурель (кат.  Joanot Martorell, между 1405 и 1415, Валенсия — март или апрель 1465, Чиривелья, Валенсия) — валенсийский писатель, автор первого рыцарского романа «Тирант Белый», написанного на валенсийском каталанском языке.

## Биография
Из аристократической семьи. Прожил бурную жизнь, полную путешествий, рыцарских сражений и любовных авантюр. До нас дошли, в форме официальных посланий и заверенных герольдами актов, три его вызова на поединок. В поисках арбитра для первого из них, поводом для которого послужило нарушение брачного обещания, данного его сестре, Мартурель заехал в Лондон. К концу жизни обнищал.

## Творчество
Писал письма о своих боевых подвигах, перевёл староанглийскую поэму «Ги из Варвика» (во время пребывания в Англии), которая частично вошла в роман «Тирант Белый». Остался известен романом «Тирант Белый», о котором с похвалой отозвался Сервантес в «Дон Кихоте».

## Отзыв Сервантеса
— С нами крестная сила! — возопил священник. — Как, и Тирант Белый здесь? Дайте-ка мне его, любезный друг, это же сокровищница наслаждений и залежи утех. В нем выведены доблестный рыцарь дон Кириэлейсон Монтальванский, брат его, Томас Монтальванский, и рыцарь Фонсека, в нем изображается битва отважного Тиранта с догом, в нем описываются хитрости девы Отрады, шашни и плутни вдовы Потрафиры и, наконец, сердечная склонность императрицы к её конюшему Ипполиту. Уверяю вас, любезный друг, что в рассуждении слога это лучшая книга в мире. Рыцари здесь едят, спят, умирают на своей постели, перед смертью составляют завещания, и еще в ней много такого, что в других книгах этого сорта отсутствует. Со всем тем автор её умышленно нагородил столько всякого вздора, что его следовало бы приговорить к пожизненной каторге. Возьмите её с собой, прочтите, и вы увидите, что я сказал о ней истинную правду.

## Признание
Роман Мартуреля переиздается до сих пор, в испаноязычном мире существуют его пересказы для детей. Мастерство Мартуреля пристально анализирует Марио Варгас Льоса. Одноименный фильм по мотивам романа (в рус. прокате — «Византийская принцесса») снял каталанский кинорежиссёр Висенте Аранда (2006, среди других, в фильме заняты Виктория Абриль и Джанкарло Джаннини).

## Публикации на русском языке
- Тирант Белый: Роман. Пер. с каталанского П. А. Скобцева. М.: Ладомир, 2005. (Литературные памятники).